# Шенк, Ник
Ник Шенк (англ. Nick Schenk; род. 12 ноября 1965) — американский сценарист, актёр, продюсер. Наиболее известен как автор сценария к фильму Клинта Иствуда «Гран Торино». Спустя десять лет вышла их новая совместная работа «Наркокурьер».

## Творчество
Автор сценариев фильмов
- Let’s Bowl (1998) (сериал)
- Let’s Bowl (2001) (сериал)
- Factory Accident Sex (2002)
- I Shot Myself (2005)
- Бои без правил (BodogFight, 2006, сериал)
- Гран Торино (Gran Torino, 2008)
- Робокоп (Robocop, 2014)
- Судья (The Judge, 2014)
- Наркокурьер (The Mule, 2018)

Актёрские работы
- Let’s Bowl (1998, сериал) — швейцар
- Factory Accident Sex (2002) — швейцар

Продюсер фильмов
- Let’s Bowl (1998, сериал)
- Factory Accident Sex (2002)

## Награды
- Премия Национального совета кинокритиков США за лучший оригинальный сценарий (2008 год) за фильм «Гран Торино»[2]